# Girls and Boys
"Girls & Boys" (у преводу Девојчице и дечаци) је сингл групе Гуд Шарлот издат 2003. године. Тема песме је да девојке не воле момке и само их искоришћавају да задобију новац и материјална добра. Спот за песму претежно показује старе људе који су преобучени и који се понашају као млади. Разни чланови бенда су показани како интерагују са старијим ликовима (на пример играју видео-игре и масирају се). На крају спота, Бенџи Меден се буди и проналази стару жену како носи једну од његових мајци и једе доручак